# هانس-کریستیان اشمیت
هانس-کریستیان اشمیت (آلمانی: Hans-Christian Schmid؛ زادهٔ ۱۹ اوت ۱۹۶۵) کارگردان فیلم و فیلم‌نامه‌نویس اهل آلمان است.
وی همچنین برندهٔ جوایزی همچون جایزه فیلم آلمان شده‌است.

## فیلم‌شناسی
- After Five in the Forest Primeval (Nach Fünf im Urwald) (۱۹۹۵)
- ۲۳ (۱۹۹۸)
- دیوانه (۲۰۰۰)
- Distant Lights (Lichter) (۲۰۰۳)
- مرثیه (۲۰۰۶)
- طوفان (Sturm) (۲۰۰۹)
- Home for the Weekend (Was bleibt) (۲۰۱۲)